# Élections législatives françaises de 1846
Les élections législatives françaises de 1846 ont eu lieu le 1er août 1846, à la suite de la dissolution de la chambre sortante par le roi Louis-Philippe Ier. Elles permettent de consolider la majorité parlementaire de Jean-de-Dieu Soult. Cette législative est la dernière de la monarchie de Juillet.

## Mode de scrutin
Conformément à la charte de 1830, les députés sont élus au scrutin uninominal majoritaire à trois tours dans l'une des 459 circonscriptions définies par le redécoupage de 1831. Le suffrage est censitaire.

## Résultats
|       |                        |         |       |        |     |
| Parti | Parti                  | Voix    | %     | Sièges | +/- |
|       | Parti de la Résistance | 155 718 | 63,32 | 290    | 24  |
|       | Parti du Mouvement     | 90 282  | 36,68 | 168    | 25  |
|       |                        |         |       |        |     |
| Total | Total                  | 246 000 | 100   | 458    | 1   |

## Conséquences
Le gouvernement Soult se maintient jusqu'en septembre 1847, où il est remplacé par le conservateur François Guizot. 
La Chambre sera dissoute après la Révolution de 1848.